# Diplotoxa
Diplotoxa is een vliegengeslacht uit de familie van de halmvliegen (Chloropidae).

## Soorten
- D. alternata (Loew, 1872)
- D. inclinata Becker, 1912
- D. messoria (Fallen, 1820)
- D. nigripes (Coquillett, 1910)
- D. recurva (Adams, 1903)
- D. unicolor Becker, 1912
- D. versicolor (Loew, 1863)